# Vickers Vixen
O Vickers Vixen foi um monomotor biplano britânico de proposito geral fabricado pela Vickers na década de 1920. Desenhado e desenvolvido em um número de 10 variações foi primariamente utilizado pela Força Aérea do Chile com 18 unidades Mark V adquiridas. Um protótipo com asas em metal foi construído como Vickers Vivid. O Vixen também formou as bases para os modelos Vickers Venture e Vickers Valparaiso, que também foram construídos em pequenas quantidades na década de 1920.

## Design e desenvolvimento
Em 1922, a Vickers desenhou por iniciativa própria uma aeronave biposto monomotor biplano como uma possível substituta para os aviões Airco DH.9A e Bristol F.2 Fighter. Com base na experiência do período de guerra do malsucedido Vickers F.B.14 caça – reconhecimento aéreo, o Vixen era um biplano de compartimento único com fuselagem de tubo de aço e asas de madeira, motorizado com um exemplar do motor Napier Lion de 450 horses power (336 quilowatts). O primeiro protótipo, o Type 71 Vixen I, teve o registro civil G-EBEC, voou em fevereiro de 1923. Ele foi testado na Base aérea RAF Martlesham Heath e mostrou ter uma boa performance, levando a modificação para um papel de bombardeiro diurno como o Type 87 Vixen II, que foi equipado com um radiador ventral entre as pernas do trem de pouso substituindo o radiador do tipo carro do Vixen I, voando pela primeira vez nesta forma em 13 de agosto de 1923. O Vixen I e II formaram as bases para Venture aeronave de cooperação do exército para a Força Aérea Real e o Valparaiso para propósitos de exportação.
A próxima versão foi a Vickers Type 91 Vixen III, que fez seu primeiro voo em abril de 1924 que era equipado com asas mais largas que os anteriores (com envergadura de 13,4 metros (44,0 pés) contra os 10,5 metros (34,4 pés)) para aumento de performance e altitude, e revertido para um radiador montado no nariz. O Vixen III foi testado com ambas rodas e flutuadores, depois foi novamente convertido para avião de solo, e foi usado como aeronave de corrida aérea, assim competindo nas Copa do Rei de 1925, 1926 e 1927. O Vixen III formou as bases para o Vickers Type 116 Vixen V, equipado com um motor de alta compressão Napier Lion V, e com uma cauda modificada, onde 18 desses modelos foram adquiridos pelo Chile.
O protótipo Vixen II foi modificado no final de 1924 para utilizar o motor Rolls-Royce Condor mais potente, nessa configuração foi redesignado como Vickers Type 105 Vixen IV, para uso como um caça noturno. Embora tenha mostrado desempenho melhor em relação às versões movidas com o motor Lion, não foi bem-sucedido e foi modificado com as asas alargadas do Vixen III e utilizado como uma aeronave de uso geral (renomeado para versão Type 124 Vixen VI) para avaliação como uma entrada de empreendimento privado para atender aos requisitos da especificação 26/27 do Ministério do Ar, competindo contra os modelos Bristol Beaver, Fairey Ferret, De Havilland DH.65 Hound, Gloster Goral, Westland Wapiti e o da própria Vickers o Valiant. O Vixen foi rejeitado com base no fato de que o motor Condor era muito pesado e poderoso para o papel.

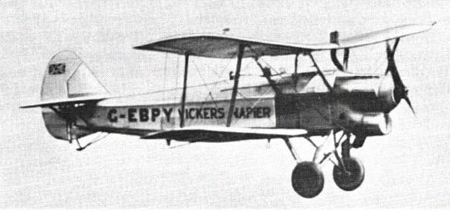
Vickers Vivid

Quando os problemas encontrados nas asas de madeira do Vixen V no Chile foram percebidos, decidiu-se produzir uma versão com asas de metal. Este foi inicialmente designado como Vixen VII, mas foi logo renomeado para Vickers Vivid. O protótipo Vixen III foi reconstruído com asas de metal e tornou-se o Vickers Type 130 Vivid, que realizou seu primeiro voo em 27 de junho de 1927, motorizado por um Lion VA, depois sendo remotorizado com um Lion XI de 540 horses power (403 quilowatts) e renomeado com este motor para Vickers 146 Vivid. O Vivid foi avaliado pela Romênia, mas sem resultar em encomendas, com o protótipo sendo vendido para um comprador privado em 1931, foi destruído em um incêndio em Chelmsford em 1932.

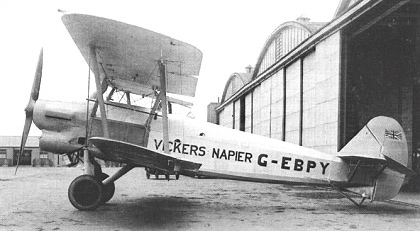
Vickers Vivid

## Histórico operacional
O Serviço de Aviação Militar Chileno fez uma encomenda inicial de doze Vixen's Mark V em maio de 1925, esta encomenda foi aumentada para dezoito aeronaves em julho. Embora propenso a problemas de motor devido aos problemas com o combustível especial (2⁄3 de gasolina para 1⁄3 de benzeno) requeridos para a alta compressão do motor Lion V, e exigindo reajustes frequentes devido ao uso de asas de madeira nas altas temperaturas do norte do Chile, pelos Vixen's V operados pelo Grupo Mixto de Aviación Nº 3. onde eram muito populares no serviço chileno, sendo usados para voos de longa distância, ficou em serviço por muitos anos. Os Vixen's participaram de bombardeios contra navios amotinados da Marinha do Chile (incluindo o Couraçado Almirante Latorre) durante o Motim Naval Chileno de 1931.
Após rejeição pela Força Aérea Real, o Vixen VI, pilotado pelo piloto de testes Joseph Summers e pelo coronel Charles Russell do Corpo Aéreo Irlandês, transportaram o primeiro correio aéreo irlandês, entre Galway e Londres.

## Variantes
| Variantes          | Descrição | Motorização                          | Potência do motor | Produzidos    |
| ------------------ | --- | ------------------------------------ | ----------------- | ------------- |
| Type 71 Vixen I    | Protótipo de caça / reconhecimento | 1 x Napier Lion                      | 450 hp (336 kW)   | 1             |
| Type 87 Vixen II   | Conversão do Vixen I para um caça leve | 1 x Napier Lion                      | 450 hp (336 kW)   | 1             |
| Type 91 Vixen III  | Versão com asas alongadas para melhoria de performance em alta altitude                                                                        | N/D                                  | N/D               | 1             |
| Type 105 Vixen IV  | Outra modificação do Vixen II para uso como bombardeiro noturno                                                                                | 1 x Rolls-Royce Condor III           | 650 hp (485 kW)   | 1             |
| Type 106 Vixen III | Modificação do Type 91 para entrar na Copa do Rei de 1925                                                                                      | N/D                                  | N/D               | 1             |
| Type 116 Vixen V   | Aeronave de propósito geral para o Chile | 1 x Napier Lion V de alta compressão | 500 hp (373 kW)   | 18            |
| Type 124 Vixen VI  | Modificação do Vixen IV para propósito geral                                                                                                   | 1 x Rolls-Royce Condor IIIA          | 650 hp (485 kW)   | Não produzido |
| Type 130 Vivid     | Modificação do protótipo Vixen III com asas de metal e nova motorização                                                                        | 1 x Napier Lion VA                   | 470 hp (350 kW)   | 1             |
| Type 142 Vivid     | O Type 130 Vivid remotorizado | 1 x Napier Lion XI                   | 580 hp (433 kW)   | 1             |
| Type 148 Vixen III | Outra modificação para aeronave monoposto do Vixen III para corrida aérea. Finalizou a Copa do rei de 1926 em segundo e em terceiro na de 1927 | N/D                                  | N/D               | 1             |

## Operadores
Chile
- Força Aérea Chilena